# Halhatatlan szerelem
A Halhatatlan szerelem (eredeti cím: Forever Young) 1992-ben bemutatott amerikai romantikus filmdráma Steve Miner rendezésében, Mel Gibson, Elijah Wood és Jamie Lee Curtis főszereplésével.

## Rövid történet
Amikor egy tesztpilóta megtudja, hogy a párja kómába esett, amiből nem biztos, hogy felébred, vállalkozik rá, hogy tesztalanya legyen egy kísérletnek, amiben egy évre felfüggesztenék az életműködését. Azonban csak 53 év múlva ébred fel.

## Cselekmény
1939-ben Daniel McCormick százados az Egyesült Államok hadseregének tesztpilótája. A North American B–25 Mitchell bombázó prototípusával végzett sikeres repülés és az azt követő kényszerleszállás után az észak-kaliforniai Alexander Field katonai légibázison McCormickot régi barátja, Harry Finley, egy tudós fogadja. Finley elárulja neki, hogy legújabb kísérletének, a „B-projektnek” sikerült az, amit sokan lehetetlennek tartottak. A Finley és tudóscsoportja által épített gép a krionikus fagyasztás kamrájának prototípusa, ami hosszú időre képes egy élőlényt (akár embert is) mintegy „lefagyasztani”, azaz az életműködését egy ideig felfüggeszteni.
Amikor McCormick párja, Helen egy baleset következtében kómába esik, és az orvosok kételkednek abban, hogy valaha is felébred, McCormick önként jelentkezik a krionikus fagyasztás tesztalanyának és ragaszkodik hozzá, hogy 1939. november 26-tól kezdve egy évre felfüggesztett életműködésbe helyezzék, mert nem tudná elviselni, ha végig kellene néznie Helen halálát.
Ötvenhárom év telik el, 1992-ben két fiú egy elhagyott katonai bázis raktárában játszik, amelyet éppen kiürítenek, hogy előkészítsék a lebontását. Felfedezik a McCormickot tartalmazó kamrát, és nagyon megtetszik nekik. Találgatják, hogy egy miniatűr tengeralattjáró lehet, és miközben a tárcsákkal és kezelőszervekkel játszanak, véletlenül beindítják az élet-helyreállítási folyamatot. A kamra kinyílik, és McCormick reflexszerűen megragadja az egyik fiú kabátját, aminek következtében a fiúk rémülten menekülnek, a kabát pedig McCormick kezében marad.
Nem sokkal később McCormick rájön, hogy már 1992-et ír a naptár. Miután kisajátít egy rövidnadrágot és egy inget egy ruhaszárítóról, először a katonasághoz fordul az élményeivel kapcsolatban. Amikor azok őrültként utasítják el, McCormick egyre elszántabban próbálja megtudni, mi történt Finleyvel, Helennel és a világgal, amely számára egyik napról a másikra teljesen átalakult.
A kabát belsejében található címke elvezeti McCormickot a tulajdonoshoz, a 10 éves Nat Cooperhez, a kamrát kinyitó két fiú egyikéhez. Bár a fiúk eleinte megrémülnek, McCormicknak sikerül megnyugtatnia Natot és barátját az igaz története elmondásával. Miközben Nat faházában rejtőzködik egy titkos rágcsálnivalóval ellátva, szemtanúja lesz, ahogy Nat egyedülálló anyját, Claire-t bántalmazza durva, alkoholista volt párja, és a nő védelmére kel. Miután McCormick a verekedés során vágást kap, Claire, aki ápolónő, rendbe hozza, és kötődés alakul ki kettejük között. Ez a kötelék még inkább megerősödik, amikor a nő felajánlja McCormicknak, hogy nála lakhat, amíg a férfi rájön, hogy hogyan kezdjen neki a Helen utáni keresésnek.
Azonban McCormick észreveszi, hogy ideje fogytán van, mivel a teste rohamosan, hullámokban öregedni kezd, mert a felfüggesztett életműködés kivitelezése valószínűleg nem volt teljesen sikeres.
Amikor egy újabb „öregedési roham” gyakorlatilag megnyomorítja McCormickot, Claire-nek elmondják az elképesztő igazságot.
Susan, Finley lánya tájékoztatja őt, hogy az apja sok évvel korábban halt meg (a kormány később azt állítja, hogy raktártűz volt az 1940-es évek elején, miközben a megfagyott McCormickot próbálták volna megmenteni a káoszból). Susan átadja McCormicknak az apja naplóit, remélve, hogy a férfi ezek segítségével vissza tudja fordítani a saját állapotát. A naplók tanúsága szerint a kriogén eljárás nem állította meg megfelelően az öregedést, hanem inkább csak elhalasztotta, ami megmagyarázza Daniel tapasztalatát a saját gyors öregedésével kapcsolatban. Mielőtt távozik, Susan egy újabb kinyilatkoztatással lepi meg McCormickot: úgy tudja, hogy Helen életben van.
McCormick számára az utolsó feladat, megtalálni Helent a jelenben. McCormick egy B-25-ös bombázót kommandíroz egy légi bemutatóról, fedélzetén Nat mint potyautas utazik. Claire észreveszi, hogy Nat eltűnt, és utoljára Daniellel volt a gépen.
A kormány emberei megvárják, amíg Nat és Daniel visszatér, és hazakísérik őket, hogy befejezhessék a Harry Finley kriogén gépével kapcsolatos kutatásokat, és a kórházi kutatásokat végezzenek Daniel egészségi állapotával kapcsolatban. Nat segít McCormicknak leszállni a géppel, amikor egy újabb öregedési roham majdnem végez vele.
Mivel a valódi kora utolérte, az immár idős McCormick újra találkozik az idős Helennel, és megkéri a kezét, amit a nő elfogad.

## Szereplők
| Szerep                    | Színész              | Magyar hang    |
| ------------------------- | -------------------- | -------------- |
| Daniel McCormick százados | Mel Gibson           | Forgács Péter  |
| Claire Cooper             | Jamie Lee Curtis     | Jani Ildikó    |
| Helen, Daniel párja       | Isabel Glasser       | Kökényessy Ági |
| Nat Cooper, Claire fia    | Elijah Wood          | Simonyi Balázs |
| Harry Finley, tudós       | George Wendt         | Csuja Imre     |
| Cameron                   | Joe Morton           | Csonka András  |
| Wilcox ezredes            | David Marshall Grant | Fekete Zoltán  |
| Felix                     | Robert Hy Gorman     | Vicsek Miklós  |
| John                      | Nicolas Surovy       | Bognár Zsolt   |
| Susan Finley              | Millie Slavin        | Kassai Ilona   |
| Steven                    | Michael A. Goorjian  | Bartucz Attila |
| Alice                     | Veronica Lauren      |                |
| Alice apja                | Art LaFleur          |                |
| Fred                      | Eric Pierpoint       | Orosz István   |
| Katonai rendőr a kapunál  | Walton Goggins       | Breyer Zoltán  |
| Debbie                    | Amanda Foreman       |                |
| Blanche Finley            | Karla Tamburrelli    |                |
| Ál-Harry                  | Robert Munns         |                |
| Frank                     | JD Cullum            |                |

## Könyvben
- Halhatatlan szerelem; Jeffrey Abrams forgatókönyve alapján írta Robert Tine, ford. Both Vilmos; InterCom kiadó, Budapest, 1993